# Култ Преподобног Симеона Мироточивог на простору данашње Црне Горе
Култ Преподобног Симеона Мироточивог на простору данашње Црне Горе се кроз историју Зете и касније Црне Горе, манифестовао на разне начине. Постоји од времена Немањића, а преко Балшића, Црнојевића и Петровића, опстао је до данас.

## Историја

### Немањићи
Стефан Немања, у црквеном календару познат и под именом Преподобног Симеона Мироточивог, је рођен у Рибници, данашњој Подгорици, у крају Диоклитији. Пошто је тада, политиком Млечана, у црквеном погледу ту доминирала католичка црква, прво је крштен по католичком обреду. Касније, повратком његовог оца у столно мјесто, прима православно крштење у цркви Светих апостола Петра и Павла, код данашњег Новог Пазара, усред српске земље.
Повратио је Диоклитију и Далмацију, отачаство и рођење своје, праву дједовину своју, коју је насиљем држао грчки народ, и градове у њој, сазидане од руку њихових, тако да се прозвала грчка област, а којима су имена: Дањ, Сардоники град, Дриваст, Росаф град звани Скадар, Свач, Улцињ, славни Бар. Котор није дирао, утврдио га је и пренео свој двор у њега. Остале градове је пообарао, и порушио, и претвори славу њихову у пустош, истребио је грчко име, да се више не помиње име њихово у тој области. Народ свој у тим градовима није дирао и они су служили његовој држави, са страхом, и са одређеним данком (порезом), који је прописао.
Након што се замонашио и касније умро у Хиландару, који подиже са својим сином Савом, убрзо је канонизован и поштован као свети. Наредне године (1200.), након смрти 1199., светогорски сабор, прогласио је монаха Симеона за Светог Симеона Мироточивог, јер су његове мошти точиле миро, истовремено из гроба и из свечеве слике. Мошти су му пренешене у Студеницу, гдје се налазе до данас, а крај гдје је данас Саборни храм Христовог Васкрсења у његовом родном граду Подгорици, је вјековима био црквени посјед (метох) Хиландара. То потврђују хрисовуље Светих краљева Стефана Првовјенчаног, краља Милутина и цара Душана, у којима стоји да су во вјеки вјеков Момишићи са забјелом, Малим и Великим Брдом - метох царске лавре манастира Хиландара.

### Балшићи
По свједочењу самих Балшића они своје поријекло доводе у везу са Немањићима. Балша II Балшић, из Скадра, у повељи Дубровчанима од 27. јануара 1385. између осталога пише :
... молитвама и мољењима светих мојих прародитеља Симеона Немање, првога мироточца српскога и светитеља Саве...

### Црнојевићи
Црквени календар Ђурђа Црнојевића за 1494. годину који је штампан на Цетињу, указује на култове Светог Саве и његовог оца, на Цетињу, и крајем 15. вијека. У календару су наведени ови српски светитељи: Свети Сава (14. јануара, Сави прваго архиепископа србскаго са црвеним почетним словом С), Симеон србски (Стефан Немања) (13. фебруара, Симеона србскаго, новаго мироточца, пуно црвено слово - велики празник), насљедник Светог Саве Арсеније I Сремац (28. октобра, Арсенија архиепископа, само црно слово) и Стефан Урош III Дечански (11. новембра, Стефана иже в Дечах, почетно црвено слово). Занимљивост је да је по том штампаном мјесецослову (календару) у тадашњој Зети, развијенији култ Стефана Немање (Преподобног Симеона србскаго) од Светога Саве. Док је Савин отац пуно црвено слово, тј. велики празник, Сава је само са почетним црвеним словом С. Као што је и Балша II Балшић 1385. Симеона Немању назвао светим својим прародитељем и првим мироточем српским, тако се и у овом календару из 1494. Немања назива Симеон србски, нови мироточац. Његов култ се тада поштовао више него данас у Српској православној цркви, јер је онда тај празник био црвено слово у календару, а данас то више није. Мироточиви су врста светитеља из чијих моштију је, по црквеном вјеровању, истицала миришљава уљана течност, која је указивала на светост дотичних светаца.
У манастиру Морача је 13. децембра 1608. одржана народна скупштина. Са скупштине је упућено писмо савојском херцогу Карлу Емануелу. Скупштинари су му поручили да су спремни да га прихвате за свог краља, под условом да буде крунисан по закону Светог Саве и Светог Симеона и брата му првовјенчаног светог краља Стефана.

### Петровићи
Василије Петровић Његош, цетињски митрополит, испјевао је само једну пјесму и посветио ју је Светоме Симеону Немањи. Петар I Петровић Његош је благословио у свом владичанству прикупљање помоћи за манастир Хиландар, једну од главних задужбина Стефана Немање и Светог Саве. Никола Петровић, књаз и каснији краљ Црне Горе, обновио је храм Преподобног Симеона Мироточивог у Доњем Загарачу (Стара Црна Гора), који је до скоро био једини храм у Црној Гори посвећен овом светитељу, а у пјесми Пјесник и вила из 1892. је Немању споменуо као градитеља двора на Рибници и српског ујединитеља. И у Пјесми Светом Сави из 1912., краљ Никола спомиње Немањин двор на Рибници. Ослобађањем Подгорице од Турака, стара турска тврђава на ушћу Рибнице у Морачу је од Црногораца и Брђана названа Немањин град, а шеталиште уз Рибницу је названо Немањина рива. Прва основна школа у Подгорици, након ослобођења од турске окупације, звала се Немања.
Приликом проглашења Црне Горе за краљевину, у својству предсједника Скупштине, Марко Ђукановић (рођак-предак Мила Ђукановића) одржао је говор на отварању сједнице Народне Скупштине Црне Горе, у којем је између осталога рекао:
Зна се да је прва српска држава Светога краља Владимира никла на простору данашње Црне Горе, зна се да је Зета била колијевка Немањића и остала мила њихова Дједовина са повластицама, којима се истицала између осталих страна пространога Царства Душанова, зна се, пошто је српско пропануло царство, да се Зетски господар Иван Црнојевић није покорио злој судбини осталога српскога народа, него се склонио у ове зетске планине, и тако основао Црну Гору, која је вјековима водила јуначку борбу, да сачува ову пошљедњу стопу српске земље, и зна се, да је на њој сачувала до наших дана пошљедњу искру српске слободе и независности.
Преподобни Симеон Дајбапски (свјетовно Саво Поповић) је замонашен у Кијево-печерској лаври, а монашко име Симеон је добио по Симеону мироточивом.

## Црна Гора данас

### Наставак култа Светог Симеона
У градском парку у Беранама је бивши митрополит црногорско-приморски Амфилохије 2000. освјештао мјесто за градњу и поставио камен темељац, за будућу цркву Преподобног Симеона Мироточивог. Поводом храмовне славе, 26. фебруара 2023., Литургију је у тој, највећој цркви будимљанско-никшићког владичанства, служио владика Методије. У Подгорици постоји манастир посвећен Св. Симеону, а на дан његове прославе организује се литија њему у част, од Саборног храма до Немањиног града, гдје се затим одржава Светосимеоновска академија. Јужна од двије куле (пирга) - звоника Саборног храма Христовог Васкрсења, је посвећена Преподобном Симеону, а поред ње расте Лоза Св. Симеона, са јужне стране храма. На Хиландару постоји чудотворна лоза Св. Симеона, која расте из његовог првог гроба у самој цркви. Израсла је извана са јужне стране хиландарског Саборног храма. Њени плодови (грожђе) се дају бездјетним брачним паровима, који вјерују да ће молитвама Св. Симеона, од Бога добити дјецу. Митрополит Амфилохије Радовић је једном приликом на Хиландару замолио Вијеће стараца да благослове да он понесе један властар лозе са гроба Св. Симеона са Хиландара у Подгорицу, у Свечево родно мјесто, и да је засади уз Храм Христовог Васкрсења у Подгорици. Добио је благослов. Један стари монах, одан Хиландару, је на броду којим је ишао заједно са митрополитом Амфилохијем, негодовао због тог чина. Сматрао је да лоза треба да буде само на Хиландару, рекавши му да ће се молити да се лоза у Подгорици не прими, јер се никоме за протеклих осам вјекова није примила. Митрополит је рекао да ће се он молити да се лоза прими, па ће се видјети чија молитва ће бити услишена. Лоза се примила, дала је плодове, а митрополит је послао грозд са те лозе у Хиландар. Иако су само двије цркве и један манастир у Црној Гори посвећене Св. Симеону, његов лик се налази на великом броју икона и старих фресака широм српских православних манастира у Црној Гори.

### Напади на култ Светог Симеона - Стефана Немање
Митрополит Амфилохије није Саборни храм у Подгорици посветио Св. Симеону Мироточивом (гдје је светац рођен), како је у Београду највећи храм посвећен Светом Сави (гдје су му спаљене мошти), у Бару Св. Јовану Владимиру (гдје постоји његов култ од старине), у Нишу Св. цару Константину и Јелени (мјесто рођења Константина)... Разлог за такво нарушавање православне црквене традиције би било бурно негодовање расрбљеног дијела црногорске јавности и традицији ненаклоњених политичара, медија и невладиних организација, у којима се Стефан Немања приказује као окупатор Црне Горе. Саборни храм је посвећен Васкрсу, у жељи да након периода комунизма и атеистичке политике, васкрсне и вјера у народу. 
Иако су Балшићи, Црнојевићи и Петровићи имали крајње позитиван однос према Стефану Немањи (он им је светац, славни прародитељ и сл.), у новије вријеме, људи задужени за расрбљавање Црногораца пласирају фалсификате, који имају за циљ да Стефана Немању прикажу јавности као окупатора и непријатеља Црне Горе. Као доказ наводе дјеломичне цитате из Житија Св. Симеона, које је написао његов син, Стефан Првовјенчани. У тим цитатима се спомиње како је Немања пообарао и уништио неке од данашњих црногорских градова, као Улцињ, Бар и некадашњи Свач... али се цитати не наводе до краја, па се сакрива чињеница да је то учињено у борби против грчких окупатора, а да свом народу није ништа лоше учинио. Циљ таквог дјеломичног цитирања је да јавност у Црној Гори помисли да се он ту борио против предака Црногораца и да је са стране дошао као окупатор. У том контексту, такви аутори га називају погрдним именима: агресор, окупатор, највиши непријатељ нашијех предака, зликовац, крвник славних Дукљана...
У том духу и сљедећи такву антисрпску политику, дошло је до промјене назива улице у Подгорици, па је Немањина обала преименована у Булевар Светог Петра Цетињског. Национални Црногорац, академик ДАНУ (Дукљанска академија), Данило Радојевић, у свом тексту Тенденциозно искривљавање црногорске повијести, објављеном у листу Побједа (5. јуна 2011.) нетачно тврди да је након Првог свјетског рата, на почетку реокупације Црне Горе, улица поред ријеке Рибнице у Подгорици названа Немањина рива. Он пише: Послије Првог свјетског рата, на почетку реокупације Црне Горе, улица поред ријеке Рибнице у Подгорици названа је „Немањина рива“, а турска тврђава на ушћу Рибнице у Морачу – „Немањин град“, иако је у историографији познато да је тврђаву подигао султан Мехмед (1475-77).
Нешо Станић, Србин Зећанин из Подгорице, у својој књизи Споменица сјени подгоричких Срба из 1912., штампаној на Цетињу, пише: ...и тако Срби остадоше да на овом мјесту не подижу цркву... Неки дио грађана предлаже да се подигне у линију Миркове вароши, а неки на мјесту спрам Немањине Риве ђе је скоро општина почела подизати свој парк. Немањина рива или други назив Немањина обала се тако звала и прије 1918., али такве чињенице, које би указивале на српску националну свијест тадашњих Црногораца не иду у прилог онима који би да стварају лажну слику, да до 1918. Црногорци нису били Срби, а од тада се политички и присилно посрбљавају. Због таквих тенденција се у јавност пласирају лажи да је та улица то име добила тек након 1918., а крије се истина да се тако звала и 1912. када је Црна Гора била независна краљевина.
Мирослав Ћосовић је писао да стара турска тврђава у Подгорици није Немањин град, како је у народу названа по ослобођењу Подгорице од Турака, и да је тај назив добила тек између два свјетска рата. Подгоричанин Нешо Станић, у својој књизи из 1912. цитира краља Николу (Пјесник и вила из 1892.):
На Рибници самом ушћу,

Немања је двор дизао,

Па отоле земљу Рашку,

И све српство сабирао.
У Пјесми Светом Сави из 1912., 20 година касније, краљ Никола опет спомиње Немањин двор на Рибници.
У свом двору на Рибници

подранио краљ Немања,

стар и брижан, а животом

рђавога одвек стања;

...

Двор је краљев у забуни,

у њ најљепшег нема члана,

који га је украсива'

неколико прије дана.

...

Књаза Растка нигдје нема,

- ка' прогутан земљом да је -

гдје је поша', куд се дио,

досад нико не дознаје.

Није ли га прогутао

вал Мораче ил' Рибнице,

на чамчићу ловећ' рибу

испод града и Горице?!

...
Предање о Немањином двору-граду на Рибници, иако је подложно историјској критици, постојало је код Црногораца и прије 1918. године, што доказује њихова српска национална осјећања. За њих Немања није био агресор ни окупатор, него свесрпски ујединитељ и светац.
Неканонскo политичкo-вјерско удружење под називом Црногорска православна црква је из свог „црквеног” календара (2015.) избацила Светог Саву, Арсенија Сремца и друге српске светитеље, осим Симеона Мироточивог. Иако се позива на Црногорску цркву из периода Петровића, која је славила и Светог Саву и остале српске светитеље  у духу десрбизације Црне Горе, прибјегло се оваквим поступцима. Разлог што Преподобни Симеон није из тог календара избачен када и Свети Сава је било само незнање ко је Преподобни Симеон. У новијим издањима (2021.) календара избачен је накнадно и он, а умјесто њега је на дан 26. фебруара (по јулијанском 13. фебруара) записан Преподобни Мартинијан, који се исто слави тога дана, али је наведен под именом Преподобног Мартина. Црква у једном дану слави више светитеља, али се у малим штампаним календарима обично наведе један или два - три познатија свеца, за сваки дан. У историји Зете и касније Црне Горе се 13. фебруара наводио за тај дан само Преподобни Симеон. Само он се и данас наводи тога дана код оних који су сачували континуитет традиције. Они који су се одрекли српског дијела своје историје, напустили су, поред овог култа, и српску нацију предака, у великој мјери и ћирилично писмо и добили су негативан однос према ономе што је њиховим прецима представљало идентитет и оно што су вијековима поштовали као највеће светиње.

## Галерија
- Црногорски годишњак Орлић за 1869. годину. 13. фебруара се славио Симеон Мироточиви. Истога дана као и 1494. у календару Црнојевића и како се данас слави у СПЦ у Црној Гори. НВО Црногорска православна црква га је избацила из свог календара и нарушила континуитет традиције везане за култ Св. Симеона Миротоивог на тим просторима.
- Књига Зећанина из Подгорице Неше Станића из 1912., Споменица сјени Подгоричких Срба. У књизи се Немањин двор и Немањина рива спомињу и 1912. на супрот неких етничких Црногораца који тврде да су ти називи настали након 1918. године, када је Црна Гора ушла у састав Краљевине СХС.
- Нешо Станић на 7. страни своје књиге из 1912., Споменица сјени подгоричких Срба, цитира пјесму краља Николе, у којој Никола пише да је двор на ушћу Мораче у Рибницу подигао Немања. Етнички Црногорац Мирослав Ћосовић нетачно тврди да је назив Немањин град настао тек између два свјетска рата.
- Нешо Станић на 41. страни своје књиге из 1912., Споменица сјени подгоричких Срба спомиње Немањину риву. Етнички Црногорац и академик Дукљанске академија (ДАНУ) Данило Радојевић, у свом тексту Тенденциозно искривљавање црногорске повијести, нетачно тврди да је назив Немањина рива настао тек након Првог свјетског рата.